# Монмеди
Монмеди (фр. Montmédy) — коммуна в департаменте Мёз в Лотарингии в северо-восточной Франции.

## Крепость Монмеди

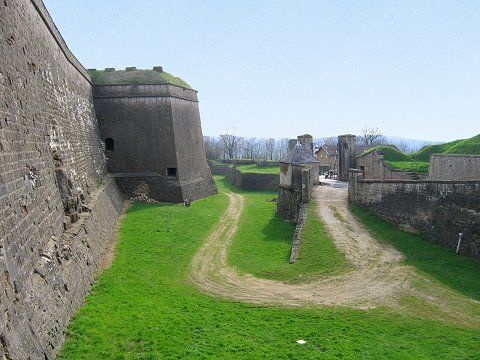
Крепость Монмеди

В 1221 году первый замок Монмеди был построен на вершине холма графом Шини. Монмеди вскоре стал столицей его территории — позже он принадлежал Люксембургу, Бургундии, Австрии и Испании. В XVI веке Карл V построил укрепление на месте первоначального замка.
В 1657 году после того, как Марвиль и Стене были оккупированы французами, 30 тысяч солдат, в том числе король Людовик XIV, атаковали Монмеди, а защищали его 756 человек. Они продержались 57 дней и сдались только после смерти губернатора Жана V. Военный инженер Вобан усовершенствовал внешние укрепления, рвы и стены после осады 1657 года.
Во время французской революции в 1791 году крепость была пунктом назначения для короля Людовика XVI и его семьи в их неудачной попытке вырваться из Парижа с его растущим радикальным республиканизмом. В то время район Монмеди был в подавляющем большинстве промонархическим. Королевской семье так и не удалось, однако, добраться до Монмеди, поскольку они были обнаружены на пути в Варенне и их доставили обратно в столицу. Король надеялся создать здесь контрреволюционную военную базу, из которой он смог бы вернуть себе страну.
Крепость также использовалась как оборонительное сооружение во время обеих мировых войн.
Внутри крепости все ещё можно найти обитаемые здания, включая церковь постройки XVII века. Большинство зданий заброшены или уже развалились; некоторые из них до сих пор используются как многоквартирные дома. В крепости имеется туристический офис.

## География
Река Отен сливается со Шьером в восточной части коммуны. Деревня находится на правом берегу Шьера.

## Известные люди
- Эксцентричный арфист и композитор Николя-Шарль Бокса (1789—1856) родился в Монмеди, где его отец Карл Бокса был армейским гобоистом.
- Будущий президент Франсуа Миттеран находился в качестве солдата в Монмеди в 1939 году.
- Живописцу Жюлю Бастьен-Лепажу в Монмеди посвящён музей.